# Harringay
Harringay er et område i north London, England, der ligger i London Borough of Haringey. Det er centreres omkring Green Lanes der løbet mellem New River, hvor den krydser Green Lanes ved Finsbury Park, og Duckett's Common, nær Turnpike Lane.